# Karovići (Trnovo, BiH)
Karovići je naziv za selo u općini Trnovo u Bosni i Hercegovini. 